# Пустыня (Сокольский район)
Пустыня — деревня в Сокольском районе Вологодской области.
Входит в состав Нестеровского сельского поселения (с 1 января 2006 года по 13 апреля 2009 года входила в Кокошиловское сельское поселение), с точки зрения административно-территориального деления — в Кокошиловский сельсовет.
Расстояние до районного центра Сокола по автодороге — 52 км, до центра муниципального образования Нестерова по прямой — 13 км. Ближайшие населённые пункты — Рыкуля, Сосновец, Бессолово.
По данным переписи в 2002 году постоянного населения не было.